# Onchotelson
Onchotelson é um género de crustáceo da família Phreatoicidae.
Este género contém as seguintes espécies:
- Onchotelson brevicaudatus
- Onchotelson spatulatus